# Teceu Mare
Teceu Mare (în ucraineană Тячів, transliterat Tiaciv, în maghiară Técső, în cehă Tačevo) este un oraș în partea de vest a Ucrainei, în regiunea Transcarpatia, pe Tisa. Fondat de coloniștii din Boemia în secolul al XI-lea, a fost atestat documentar pentru prima oară în 1326 sub numele de Thecev.

## Demografie
Componența lingvistică a orașului Teceu Mare
     Ucraineană (73,5%)
     Maghiară (22,62%)
     Rusă (2,77%)
     Alte limbi (0,92%)
Conform recensământului din 2001, majoritatea populației orașului Teceu Mare era vorbitoare de ucraineană (73,5%), existând în minoritate și vorbitori de maghiară (22,62%) și rusă (2,77%).